# Vîdrîci, Kamin-Kașîrskîi
Vîdrîci (în ucraineană Видричі) este localitatea de reședință a comunei Vîdrîci din raionul Kamin-Kașîrskîi, regiunea Volînia, Ucraina.

## Demografie
Componența lingvistică a localității Vîdrîci
     Ucraineană (99,86%)
     Alte limbi (0,14%)
Conform recensământului din 2001, majoritatea populației localității Vîdrîci era vorbitoare de ucraineană (99,86%), existând în minoritate și vorbitori de alte limbi.